# Rabindranath Tagore
Rabindranath Tagore , numele europenizat al lui Rabindranâth Thâkur (n. 7 mai 1861, Kolkata, India Britanică – d. 7 august 1941, Kolkata, India Britanică) a fost un scriitor și filosof indian din provincia Bengal, supranumit Sufletul Bengalului și Profetul Indiei moderne, laureat al Premiului Nobel pentru Literatură în anul 1913.

## Motivația Juriului Nobel
„în temeiul versurilor sale profund sensibile, proaspete și frumoase, prin care, cu un meșteșug desăvârșit, a izbutit să facă din gândirea sa poetică, rostită în propriile-i cuvinte englezești, o parte integrantă a literaturii occidentale“.

## Biografie

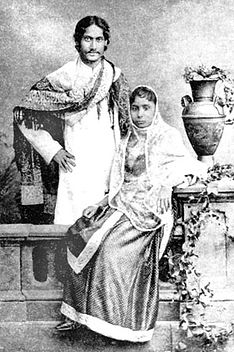
Rabindranath Tagore

Fiu al lui Debendranâth Thâkur, unul din fondatorii mișcării „Brahmo Samaj“, Tagore a crescut într-o famile de artiști și reformatori sociali și religioși, opuși sistemului castelor și favorabili unei ameliorări a condiției femeii indiene. Tagore și-a făcut studiile la Calcutta și în Anglia, unde a studiat dreptul. În 1906, după divizarea Bengalului, aderă la mișcarea naționalistă indiană. Tagore este cunoscut atât ca poet, cât și ca filosof, însă aceste două calități sunt greu de separat în cultura indiană, în mod implicit filosofia este permanent prezentă în poezia sa. S-a interesat de problemele educației și, în 1921, reorganizează Universitatea „Vishba-Bharati“ din Shantiniketan, unde însușirea culturii indiene este accesibilă atât studenților indieni, cât și celor străini. În 1951 a fost recunoscută ca Universitate internațională de stat. A început să scrie poezii încă de la vârsta de 17 ani. Operele sale au fost scrise în dialectul bengalez, pe care Tagore le traducea el însuși în limba engleză. A fost cel mai important  scriitor indian din epoca colonială. Tagore a scris poezii, povestiri, romane, drame și eseuri filosofico-pedagogice. Opera sa literară cea mai faimoasă este culegerea de poezii „Grădinarul“ sau „Ofranda lirică“ (1913). Alte opere mai cunoscute sunt romanele„Căminul și lumea“ (1910) și " Gora". Scrierile sunt pătrunse de o adâncă religiozitate și reflectă admirația pentru natură și pentru patria sa, India. Începând cu anul 1929 a început să se ocupe cu pictura, a fost și compozitor al mai multor cântece cu caracter popular. Imnurile naționale ale Indiei și Bangladeshului sunt compuse pe cuvintele unor poeme ale lui Rabindranath Tagore. A fost primul scriitor din Asia care a fost laureat cu Premiul Nobel pentru Literatură (1913). Maestrul poetic și filosofic, indian, al poetei și filosofului indian modern Maitreyi devi.

## Opera
Tagore a fost un scriitor bilingv, exprimându-se  atât în limba bengali cât și în limba engleză, în care și-a tradus unele opere concepute în bengali.
Opere apărute în limba engleză:

### Poeme în proză
- Gitanjali (1912)
- The Gardener (1913)
- Fruit-Gathering (1916)
- The Fugitive (1921)

### Teatru
- Chitra (1913)
- The King of the  Dark Chamber (1914)

### Povestiri
- HungryStones and Other Stories (1916)
- Mashi and Other Stories (1918)
- Broken Ties (1925)

### Romane
- The Home and the World (1919)
- The  Wreck (1921)
- Gora (1924)

### Eseuri
- Sadhana (1914)
- The Religion of Man (1931)

## Traduceri
- traducere Henriette Yvonne Stahl, Gora, București, Editura pentru literatură universală, 1965.
- Ghirlanda dragostei, Biblioteca pentru toți, nr. 70, Editura Minerva, 1961. Prefață de Alexandru Oprea

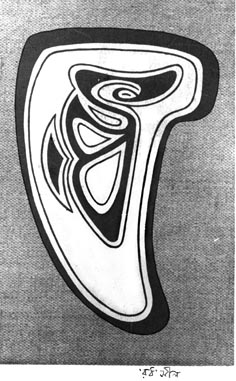
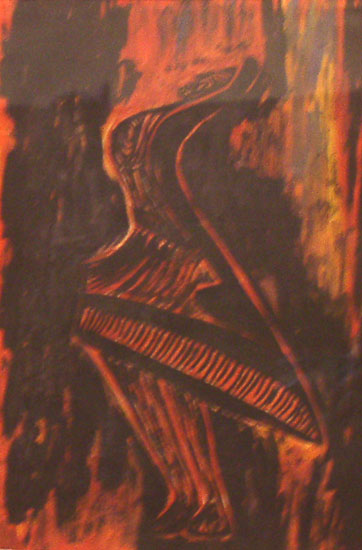
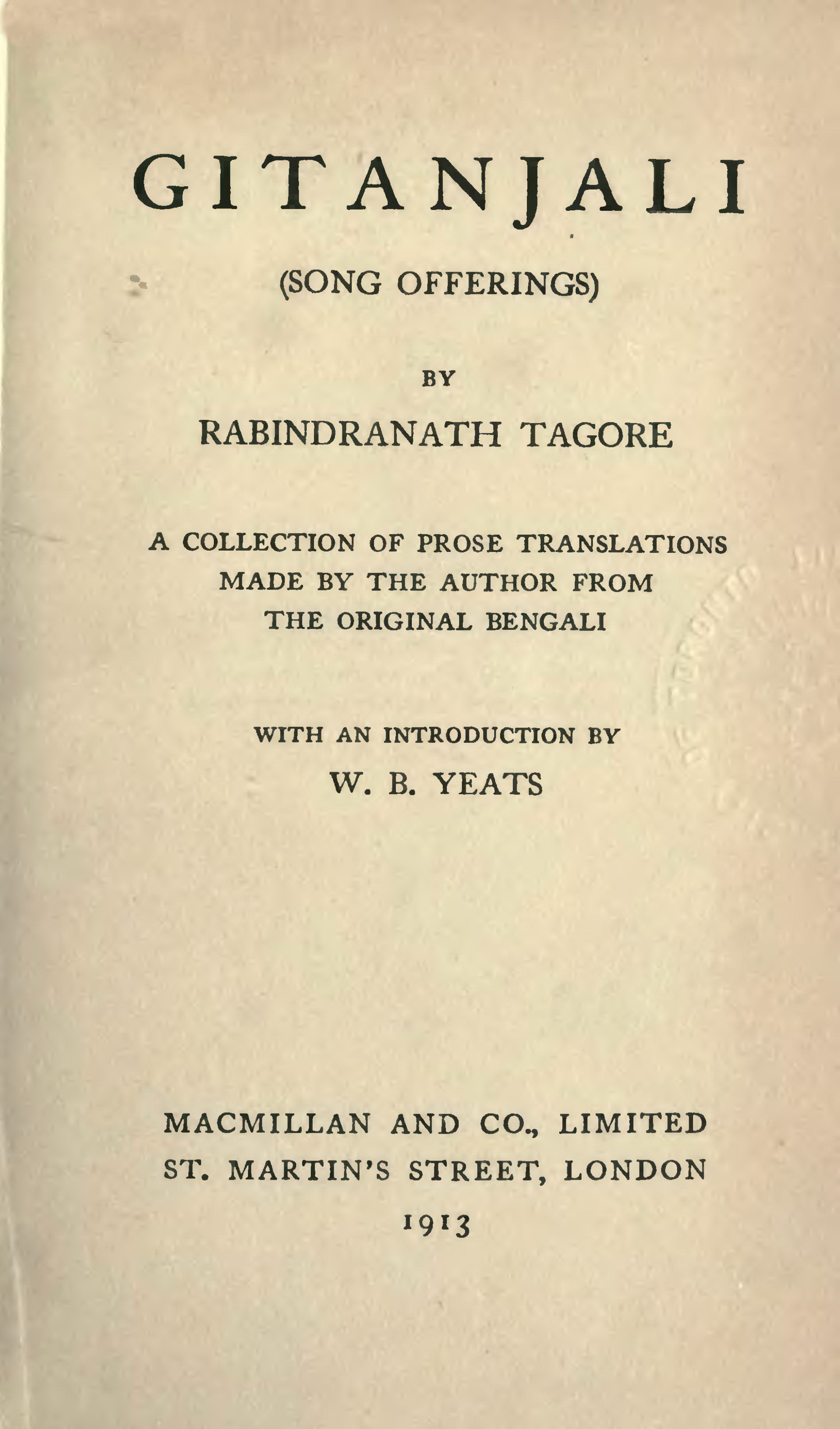